# Кампо ди Тренс
Кампо ди Тренс (итал. Campo di Trens) је насеље у Италији у округу Болцано, региону Трентино-Јужни Тирол.
Према процени из 2011. у насељу је живело 833 становника. Насеље се налази на надморској висини од 979 м.

## Становништво
| 1931. | 1936. | 1951. | 1961. | 1971. | 1981. | 1991. | 2001. | 2011. |
| ----- | ----- | ----- | ----- | ----- | ----- | ----- | ----- | ----- |
| 2.183 | 2.175 | 2.268 | 2.163 | 2.152 | 2.309 | 2.383 | 2.458 | 2.671 |